# Kabbalah

Kabbalah (tiếng Hebrew: קַבָּלָה, nghĩa đen là "tiếp nhận, truyền thống" hoặc "trao truyền") là một phương pháp bí truyền, lĩnh vực và trường phái trong chủ nghĩa thần bí Do Thái giáo. Một người thực hành Kabbalah truyền thống trong Do Thái giáo được gọi là Mequbbāl (מְקוּבָּל). Định nghĩa của Kabbalah thay đổi theo truyền thống và mục đích của những người theo nó, từ nguồn gốc tôn giáo của nó như là một phần không thể thiếu của Do Thái giáo, đến sự thích nghi sau này của nó trong chủ nghĩa bí truyền phương Tây (Christian Kabbalah và Hermetic Qabalah). Kabbalah của người Do Thái là một tập hợp các giáo lý bí truyền nhằm giải thích mối quan hệ giữa Thiên Chúa, sự bất biến, vĩnh cửu và bí ẩn Ein Sof (אֵין סוֹף, "sự vô hạn"), và vũ trụ phàm trần và hữu hạn (sáng tạo của Chúa). Nó tạo thành nền tảng của những diễn giải tôn giáo huyền bí trong Do Thái giáo.